# NGC 6567
NGC 6567 (другие обозначения — PK 11-0.2, ESO 590-PN8) — планетарная туманность в созвездии Стрелец.
Этот объект входит в число перечисленных в оригинальной редакции «Нового общего каталога».